# Challenger de Kioto 2015
El torneo Shimadzu All Japan Indoor Tennis Championships 2015 fue un torneo profesional de tenis. Perteneció al ATP Challenger Tour 2015. Se disputó su 18.ª edición sobre superficie dura, en Kioto, Japón entre el 23 de febrero y el 1 de marzo de 2014.

## Jugadores participantes del cuadro de individuales
| Favorito | País                                  | Jugador           | Rank1 | Posición en el torneo |
| -------- | ------------------------------------- | ----------------- | ----- | --------------------- |
| 1        | Bandera de Japón                      | Go Soeda          | 82    | Cuartos de final      |
| 2        | Bandera de Japón                      | Tatsuma Ito       | 94    | Semifinales           |
| 3        | Bandera de Japón                      | Yūichi Sugita     | 131   | Segunda ronda         |
| 4        | Bandera de Australia                  | John Millman      | 149   | FINAL                 |
| 5        | Bandera de Japón                      | Hiroki Moriya     | 158   | Cuartos de final      |
| 6        | Bandera de la República Popular China | Zhang Ze          | 180   | Segunda ronda         |
| 7        | Bandera de Polonia                    | Michał Przysiężny | 185   | CAMPEÓN               |
| 8        | Bandera de Australia                  | Benjamin Mitchell | 212   | Segunda ronda         |

- 1 Se ha tomado en cuenta el ranking del 16 de febrero de 2015.

### Otros participantes
Los siguientes jugadores recibieron una invitación (wild card), por lo tanto ingresan directamente al cuadro principal (WC):
- Hiroyasu Ehara
- Issei Okamura
- Takashi Saito
- Takao Suzuki

Los siguientes jugadores ingresan al cuadro principal tras disputar el cuadro clasificatorio (Q):
- Yūichi Ito
- Kim Cheong-Eui
- Hiroki Kondo
- Arata Onozawa

## Campeones

### Individual Masculino
- Michał Przysiężny derrotó en la final a  John Millman, 6–3, 3–6, 6–3

### Dobles Masculino
- Benjamin Mitchell /  Jordan Thompson derrotaron en la final a  Go Soeda /  Yasutaka Uchiyama, 6–3, 6–2